# Wright Model R
Il Wright Model R, noto anche come Roadster (oppure, a seconda delle versioni, Baby Wright o Baby Grand) era un biplano monoposto monomotore a due eliche spingenti, progettato nel 1910 dai fratelli Wilbur e Orville Wright e costruito in due esemplari dalla Wright Company. Venne impiegato in diverse occasioni, tra cui competizioni sportive di velocità e voli dimostrativi, nei primi anni dieci.

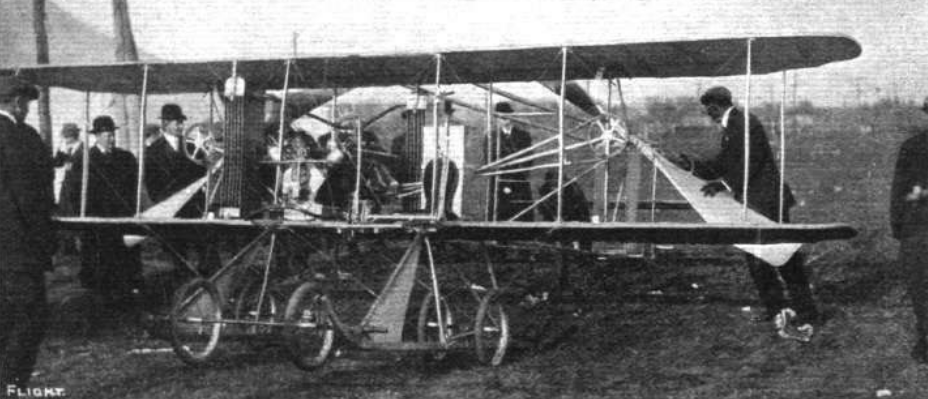
Il Model R Baby Wright a Belmont Park, nello stato di New York, nel tardo 1910. Notare le due ruote anteriori aggiunte alle quattro originali.

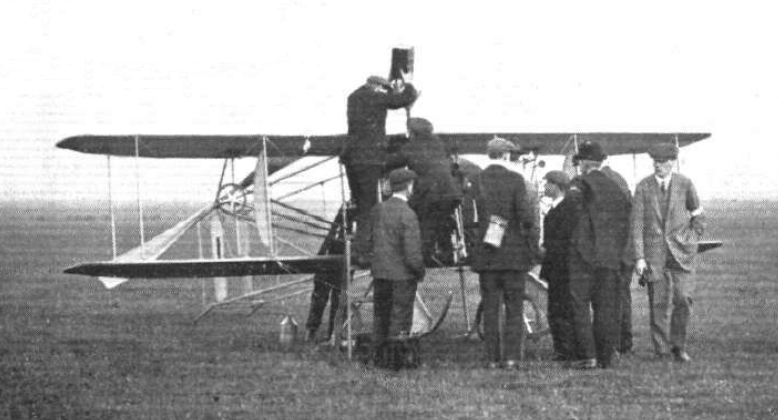
Il Baby Wright viene rifornito di carburante a Eastchurch, nel Regno Unito, durante il Gordon Bennett Trophy.

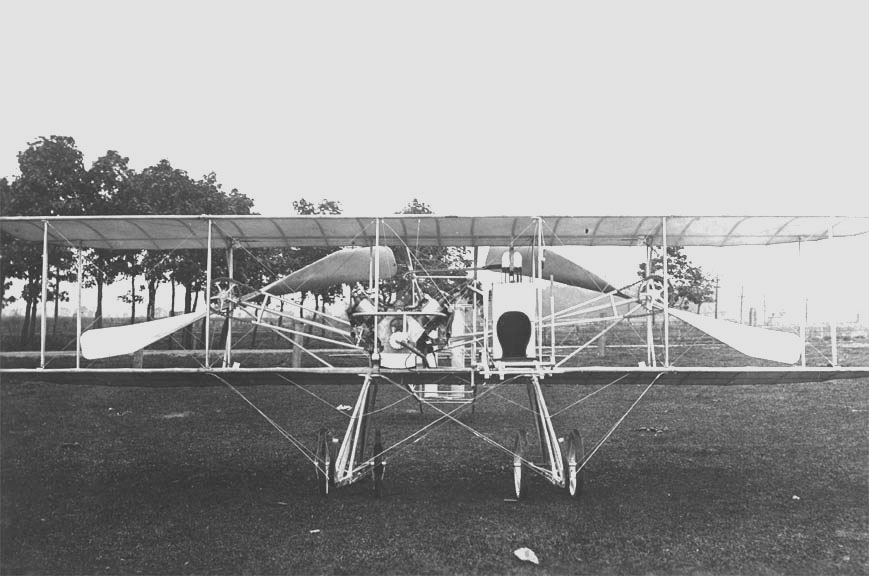
Vista frontale del Baby Grand; notare il voluminoso motore V8 accanto al posto di pilotaggio e le grandi eliche in posizione spingente.

## Storia del progetto
I fratelli Wright progettarono il Wright Model R apposta per il loro amico Alec Ogilvie, famoso per essere stato uno dei primi aviatori nel Regno Unito. Il Roadster (così chiamato in riferimento a un tipo particolare di auto sportiva) venne progettato per essere un aereo da competizione: venne posta particolare attenzione alle sue doti in termini di velocità, e il velivolo venne quindi concepito come un monoposto significativamente alleggerito, rimpicciolito e potenziato rispetto ai precedenti velivoli Wright.

## Tecnica
Il velivolo nacque come uno sviluppo del Wright Model B, suo immediato predecessore nella famiglia degli aeroplani Wright: il Model R era infatti caratterizzato dalla stessa configurazione biplana monomotore del Model B, con due eliche controrotanti mosse da un singolo propulsore per mezzo di una trasmissione basata su una coppia di catene da bicicletta. Le superfici di controllo erano collocate in coda, ed erano costituite da un doppio timone-deriva verticale (interamente mobile) per il controllo dell'imbardata e da un singolo stabilizzatore-equilibratore (pure interamente mobile) per il controllo del beccheggio. Il controllo del rollio era affidato, come su tutti gli aerei Wright fino a quel momento, a un sistema di svergolamento alare.
Diversamente dai suoi predecessori immediati, il Model R era un monoposto; inoltre le dimensioni e il peso erano stati considerevolmente ridotti, dal momento che l'aereo era stato concepito come un velivolo da gara destinato alle alte velocità. Per ridurre la resistenza aerodinamica e contribuire ad aumentare la velocità, i Wright avevano installato il seggiolino del pilota, il serbatoio del carburante e il radiatore del liquido refrigerante del motore uno dietro l'altro.
L'aereo era dotato di un carrello d'atterraggio formato da due coppie di ruote a raggi collocate sotto una coppia di pattini (il cui prolungamento verso la prua del velivolo serviva a evitare il rischio di cappottate in fase di atterraggio). Ad aereo fermo, la coda poggiava su altri due piccoli pattini di coda montati sotto la struttura che reggeva gli impennaggi. Durante la loro vita operativa entrambi i Model R vennero dotati di altre due ruote, vincolate ai pattini frontali davanti al carrello principale.

## Impiego operativo
Vennero costruiti due soli esemplari del Model R, in due distinte versioni note come Baby Wright e Baby Grand.
La prima versione del Wright Model R (nota come Baby Wright a causa delle sue ridotte dimensioni) venne presentata, ai comandi di Ogilvie, alla competizione aeronautica che si tenne a Belmont Park, nello stato di New York, nell'ottobre 1910. La corsa vide il Baby Wright, che aveva tenuto una velocità media di 89 chilometri orari, classificarsi terzo. In seguito Ogilvie portò l'aereo con sé in Inghilterra; qui continuò a partecipare a meeting aeronautici fino a poco prima dell'inizio della prima guerra mondiale.
La seconda versione del Model R, nota come Baby Grand, era ulteriormente rimpicciolita rispetto al Baby Wright e montava un motore a 8 cilindri a V chiamato, appunto, Baby Grand. Il modello fu presentato dalla pattuglia acrobatica dei fratelli Wright, i Wright Fliers, in occasione del Gordon Bennett Trophy che si tenne a Eastchurch, nel Kent, nel 1910. Il 25 ottobre Orville Wright portò il Baby Grand (reso di difficile pilotaggio dalle piccole dimensioni e dal fatto di essere sovrapotenziato) a una velocità di 113 chilometri orari. Alla luce di questo significativo successo il velivolo era il favorito per la vittoria nella corsa; tuttavia il 19 ottobre, mentre il Model R era in volo ai comandi del pilota dei Wright Walter Brookins, il motore andò in panne; nell'atterraggio di fortuna che seguì l'aereo si danneggiò gravemente e non poté quindi partecipare alla gara. Venne comunque riparato, e compì in seguito una serie di voli dimostrativi.
L'aereo danneggiato venne ricostruito con le ali ingrandite (come quelle del Baby Wright) e con un motore a 4 cilindri. Da questo velivolo sarebbe poi stato derivato il Wright Model EX.